# Zsolt Petőváry
Zsolt Petőváry (Budapest, 15 marzo 1965) è un ex pallanuotista ungherese, partecipò alle olimpiadi Seoul '88 e di Barcellona '92 con la nazionale ungherese. Si è laureato campione d'Ungheria per una volta con il Vasas.